# Coptops annamensis
Coptops annamensis är en skalbaggsart som beskrevs av Stefan von Breuning 1938. Coptops annamensis ingår i släktet Coptops och familjen långhorningar. Inga underarter finns listade i Catalogue of Life.